# Паранормално
Паранормални догађаји су наводни феномени у популарној култури, фолклору и другим ненаучним облицима знања, чије је постојање у овим контекстима описано као изван опсега нормалног научног разумевања. Значајна паранормална веровања чине она која се односе на екстрасензорну перцепцију (нпр. телепатија), спиритуализам и псеудонауке о лову на духове, криптозоологији и уфологији.